# 武加偉

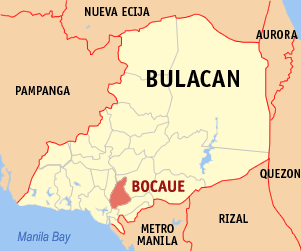
布拉干省的地圖，示武加偉所在地

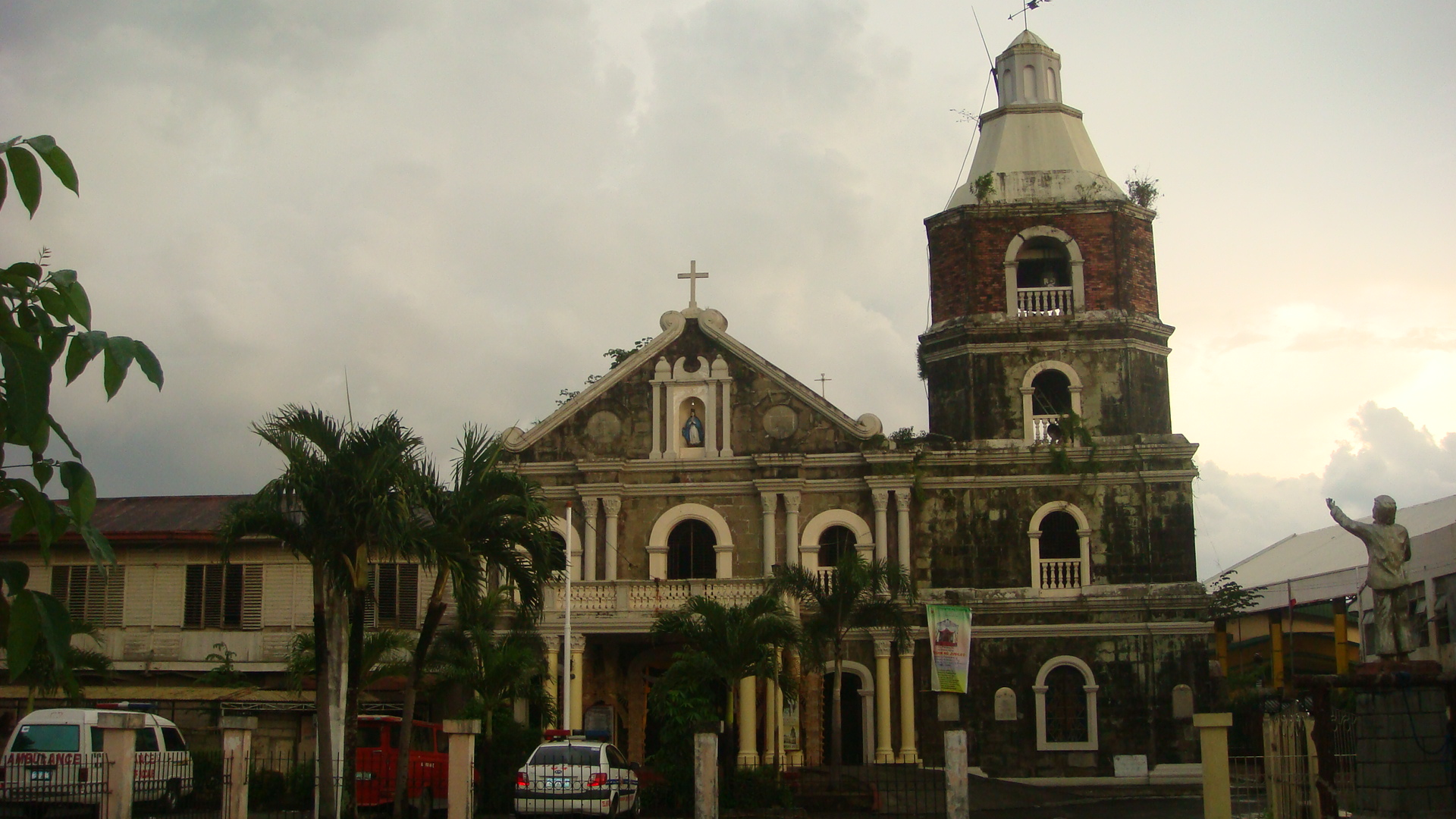
武加偉的教堂 (Saint Martin of Tours Parish Church)

武加偉（他加祿語：Bocaue）是菲律賓布拉干省的一座自治市。面積31.87平方公里。根據2015年人口普查結果，武加偉擁有119,675名居民。現下轄19個描籠涯。